# ソセ (太子)
ソセ（モンゴル語: Söse, 中国語: 小薛、? - 1328年）は、イェスン・テムル・カアン（泰定帝）の息子で、モンゴル帝国の皇族。『元史』などの漢文史料では小薛（xiǎoxuē）と記される。

## 概要
晋王イェスン・テムル（後の泰定帝）の息子として生まれた。兄弟にはアリギバ（後の天順帝）、パドマギャルポ、ヨンダン・ジャンボらがいる。
『元史』によると、父のイェスン・テムルがカアンに即位して3年目、泰定3年（1326年）にソセが夜泣きをするため高年鈔を賜ったとという。
父のイェスン・テムルの死後カアン位を巡って天暦の内乱が勃発し、ソセは兄のアリギバを擁する上都派についた。しかし、1328年にトク・テムルを擁立する大都派が上都派を破り、上都が陥落するとソセも他の兄弟同様殺されてしまった。

## 晋王カマラ家
- セチェン・カアン（世祖クビライ）(Qubilai Qaγan ＞忽必烈/hūbìliè, قوبيلاى/Qūbīlāī)
  - 皇太子チンキム(Činkim ＞真金/zhēnjīn, چيم كيم/Chīm kīm)
    - 晋王カマラ(Kammala ＞甘麻剌/gānmálá, كملا/Kamalā)
      - イェスン・テムル・カアン（泰定帝）(Yesün Temür ＞也孫鉄木児/yěsūntiěmùér, ییسون تیمور/Yīsūn tīmūr)
        - ラキパク・カアン（天順帝）(Razibaγ ＞阿吉里八/ājílǐbā)
        - 晋王パドマギャルポ(Badima irgelbu ＞八的麻亦児間卜/bādemáyìérjiānbo)
        - ソセ太子(Söse ＞小薛/xiǎoxuē)
        - ヨンダン・ジャンボ太子(Yondan zhangbu ＞允丹蔵卜/yǔndānzàngbo)

      - 梁王スンシャン(Sungšan ＞松山/sōngshān, جونگشای/jūngšāī)
        - 梁王オンシャン(Ongšan ＞王禅/wángchán)
          - 雲南王テムル・ブカ(Temür buqa ＞帖木児不花/tiěmùér búhuā)

      - 湘寧王デルゲル・ブカ(Delger buqa ＞迭里哥児不花/diélǐgēér búhuā, دلگربوقا/delger būqā)
        - 湘寧王バラシリ(Balaširi ＞八剌失里/bālàshīlǐ)